# My Sister's Crown
Chansons représentant la Tchéquie au Concours Eurovision de la chanson
Lights Off
(2022) Pedestal
(2024)
Singles de Vesna
Love Me
(2022)
My Sister's Crown est une chanson du groupe de folk tchèque Vesna sortie le 30 janvier 2023. La chanson représente la Tchéquie au Concours Eurovision de la chanson 2023 après avoir remporté le ESCZ 2023, la première sélection nationale du pays pour l'Eurovision,.

## Contexte
Dans une interview avec le fansite de l'Eurovision ESC Bubble, deux membres du groupe racontent que la chanteuse et compositrice Patricie Kaňok Fuxová voulait partager une histoire de sororité et une protestation contre les inégalités de genre.

## Concours Eurovision de la chanson

### ESCZ 2023
Pour la première, la Tchéquie met en place une sélection nationale pour le Concours Eurovision de la chanson 2023. Cinq artistes sont en liste lors de la compétition qui a lieu le 30 janvier 2023 à Prague. Le gagnant est annoncé le 7 février, après une période de votes du public. Le vote se compose de 70% de votes internationaux et de 30% de votes nationaux.
My Sister's Crown remporte 3 501 votes locaux et 7 083 votes internationaux, ce qui donne un compte de 10 584 votes, offrant la victoire à la chanson.

### À l'Eurovision
L'Eurovision 2023 est organisé à Liverpool au Royaume-Uni, L'Ukraine ne pouvant organiser l'évènement en raison du conflit Russo-Ukrainien (Le Royaume-Uni était arrivé second à l'édition 2022).
Le groupe remporte la première demi-finale, rejoignant le big-five auto-qualifié et l'Ukraine.
Lors du grand final de l'Eurovision, la prestation du groupe ne passera pas inaperçue et gagnera la 10e place du concours avec 129 points, dont 94 des jurys (12 de la Suisse, 7 de l'Ukraine, 7 de l'Italie, 8 des Pays-bas, 3 de l'Irlande, 5 de l'Autriche, 4 de la France, 8 de la Finlande, 3 de la Belgique, 5 de l'Allemagne, 7 du Portugal, 6 de l'Islande, 1 de la Serbie, 1 de Chypre, 4 de la Norvège, 4 d'Israël, 3 de la suède, 6 de la Slovénie).

## Paroles
| Paroles originales | Français |
| --- | --- |
| [Intro] Moje sestra do kouta nepůjde Ani tebe poslouchat nebude Moje sestra v srdci je divoká Copy zaplést, nikdy si nenechá Moje sestra do kouta nepůjde Ani tebe poslouchat nebude [Verset 1] My sister's crown Don't take it down Nobody has right to do it She's beautiful And capable She is her own queen And she will prove it [pre-chorus] You can take your hands back No one wants more boys dead We're not your dolls Life's not a moneybag Blood's on your God's head You can't steal our souls [chorus] Сестро красива Ой ти сильна Хоробра єдина Корона твоя Сестро красива Ой ти сильна Хоробра єдина Корона твоя [post-chorus] My sister's crown Don't take it down [verset 2] Дай ръка не се страхувай С другите сестри поплувай В морето ни нямаме място за тези омрази Пази, пази Не тъгувай Хоп троп момите не са нон-стоп на разположение Ти просто че сме сестри до край знай! [pre-chorus] [chorus] [post chorus] [chorus] [post chorus] x2 [bridge] All the sisters of the world Come together with a prayer Choose love over power [chorus] x3 Сестро красива Ой ти сильна Хоробра єдина Корона твоя Сестро красива Ой ти сильна Хоробра єдина Корона твоя Сестро красива (My sister's crown) Ой ти сильна (Don't take it down) Хоробра єдина Корона твоя Сестро красива (My sister's crown) Ой ти сильна (Don't take it down) Хоробра єдина Корона твоя Сестро красива (My sister's crown) Ой ти сильна (Don't take it down) Хоробра єдина Корона твоя Сестро красива (My sister's crown) Ой ти сильна (Don't take it down) Хоробра єдина Корона твоя [outro] Jsme v srdcích s tebou We stand for you. | [Intro] (Tchèque) Ma sœur ne restera pas dans le coin Elle ne t'écoutera pas Ma sœur, au cœur sauvage Ne te laissera jamais l'enchaîner1 Ma sœur ne restera pas dans le coin Elle ne t'écoutera pas [Couplet 1] (Anglais) La couronne de ma sœur Ne l'enlève pas Personne n'a le droit de le faire Elle est magnifique Et capable Elle est sa propre reine Et elle le prouvera [pré-Refrain] Tu peux retirer tes mains Personne ne veut plus de garçons morts Nous ne sommes pas vos poupées La vie n'est pas un sac d'argent Du sang est sur la tête de votre Dieu Vous ne pouvez pas voler nos âmes [Refrain] (Ukrainien) Magnifique sœur Oh, tu es forte Courageuse et unique La couronne est à toi Magnifique sœur Oh, tu es forte Courageuse et unique La couronne est tienne [Post-Refrain] (Anglais) La couronne de ma sœur Ne l'enlève pas [Couplet 2] (Bulgare) Rejoins-nous, n'aie pas peur Nage avec les autres sœurs Dans notre mer, nous n'avons pas de place pour la haine Prend garde2 Ne sois pas triste Hop les filles des tropes ne sont disponibles en non-stop3 Souviens-toi, nous sommes des sœurs jusqu'au bout! [Pré-Refrain] [Refrain] [Post-Refrain] [Refrain] [Post-Refrain] x2 [Pont] Toutes les sœurs du monde S'unissent dans une prière Choisissez l'amour plutôt que le pouvoir [Refrain] x3 Magnifique sœur Oh, tu es forte Courageuse et unique La couronne est tienne Ma sœur tu es belle Oh, tu es forte Courageuse et unique La couronne est tienne Magnifique sœur (La couronne de ma sœur) Oh, tu es forte (Ne l’enlève pas) Courageuse et unique La couronne est tienne Magnifique sœur (La couronne de ma sœur) Oh, tu es forte (Ne l’enlève pas) Courageuse et unique La couronne est tienne Magnifique sœur (La couronne de ma sœur) Oh, tu es forte (Ne l’enlève pas) Tu es la seule à être courageuse La couronne est à toi Magnifique sœur Oh, tu es forte Courageuse et unique La couronne est tienne [outro] (Tchèque & Anglais) Dans nos cœurs, nous sommes avec vous. Nous sommes là pour vous. |

| |
| [1] Copy zaplést difficilement traductible en français, se compose de « Copy », natter, tresser et de « zaplést », impliquer, empêtrer, enlacer, envelopper. La phrase n’est donc pas traductible littéralement mais s’interprète comme l’intrication de la sœur (sestra) représentant la sororité par un individu représentant le patriarcat. Mais le terme « Copy » est important dans la compréhension de la scénographie du groupe à l’Eurovision, faisant référence à leur longues nattes utilisées comme un fléau. [2] Пази peut être traduit de différentes façons proches de « keep », conserver, garder, ou de « beware », se méfier, prendre garde, faire attention. Sa répétition en Bulgare est une expression se rapprochant de « keep watching ». [3] Difficilement traductible en français mais fonctionnant mieux en anglais : « Hop trop girls are not there for you non-stop », троп se traduit en français trope (au singulier) « Figure de rhétorique par laquelle un mot ou une expression sont détournés de leur sens propre. » |